# Robert Spitzer
Robert Leopold Spitzer (White Plains, 22 mei 1932 – Seattle, 25 december 2015) was een Amerikaans hoogleraar en psychiater. Het grootste deel van zijn carrière was hij werkzaam aan de Columbia-universiteit in New York.
Spitzer wordt gerekend tot een van de meest invloedrijke psychiaters van de 20e eeuw. Vanaf de jaren zeventig zette hij zich in om homoseksualiteit uit de psychiatrie te halen.
In 1974 werd hij voorzitter van de werkgroep die de DSM III heeft samengesteld.
Spitzer won veel prijzen. Onder meer de Thomas William Salmon Medal voor zijn grote inzet voor de psychiatrie toegekend door de New York Academy of Medicine.
Hij overleed in een verzorgingstehuis aan een hartaanval op 83-jarige leeftijd.